# Instruction pour les jardins fruitiers et potagers
Instruction pour les jardins fruitiers et potagers von Jean-Baptiste de La Quintinie wurde erstmals 1690, zwei Jahre nach dem Tod des Autors, veröffentlicht. In weiteren Auflagen wird es mit Le parfait jardinier ou Instruction pour les jardins fruitiers et potagers überschrieben. Der Titel lässt sich etwa mit Der vollkommene Gärtner oder Anweisungen für den Obst- und Gemüsegarten wiedergeben.
La Quintinie war ab 1678 Direktor der königlichen Nutzgärten in Versailles und erwarb sich so einen Überblick über das gartenbauliche Wissen seiner Zeit, das er in diesem Werk wiedergab. Themen sind neben den Nutzpflanzen und ihren Sorten auch Bodenbeschaffenheit, Gartenwerkzeuge, Pflanzenzüchtung und die Ausbildung der Gärtner. Das Buch ist in zwei Bände und diese in jeweils drei Kapitel gegliedert. Jedem Kapitel ist ein dekorativer Kupferstich vorangestellt, des Weiteren illustrieren Grafiken die beschriebenen Arbeitstechniken.
Das Werk erlebte zahlreiche Auflagen im Französischen. Es wurde 1693 unter dem Titel The compleat gard’ner von John Evelyn ins Englische übersetzt. Es wurde in dieser Sprache mehrfach aufgelegt.